# Porgy and Bess (Miles-Davis-und-Gil-Evans-Album)
Porgy and Bess ist ein Jazz-Album von Miles Davis, das mit dem Gil-Evans-Orchester in vier Aufnahmesessions am 22. Juli, 29. Juli, 4. August und 18. August 1958 im CBS 30th Street Studio in New York City aufgenommen und noch im selben Jahr bei Columbia Records veröffentlicht wurde. Es enthält Songs aus George Gershwins Oper Porgy and Bess in Bearbeitungen von Gil Evans. Es handelt sich um das erste Miles-Davis-Album, das in Stereophonie aufgenommen wurde.

## Vorgeschichte des Albums
Nachdem es 1957 George Avakian von Columbia Records mit Miles Ahead gelungen war, seinen neuen Star Miles Davis im Bigband-Umfeld zu präsentieren, entstand ein Jahr später dessen zweite Produktion mit dem Arrangeur und Pianisten Gil Evans. Die Oper Porgy and Bess, deren Musik George Gershwin zu einem Libretto von DuBose Heyward geschrieben hatte, war zur Zeit ihrer Entstehung (1935) am Broadway zunächst nur mäßig erfolgreich. Dennoch wurden einige Nummern wie Summertime und It Ain’t Necessarily So zu beliebten Jazzstandards. 1952 erlebte die Oper erneut Aufmerksamkeit, als ein Ensemble (u. a. mit der Sopranistin Leontyne Price) damit bis 1955 auf Welt-Tournee ging. Zeitgleich mit den Columbia-Aufnahmen entstand unter der Regie Otto Premingers der Hollywood-Film Porgy und Bess, der 1959 erschien und afroamerikanische Stars wie Sidney Poitier, Sammy Davis Jr., Pearl Bailey oder Dorothy Dandridge zeigte. Dies ging einher mit der zunehmend stärker werdenden Bürgerrechtsbewegung in den Vereinigten Staaten. In der afroamerikanischen Community ließ die Oper wie der Film Kritik an den vorherrschenden Rassen-Stereotypen, insbesondere in der Unterhaltungsindustrie, laut werden.
Miles Davis war von dem Vorschlag der Columbia-Produzenten Cal Lampley und Teo Macero zunächst nicht sehr angetan; er wusste, dass zu dieser Zeit noch weitere Jazz-Interpretationen der Gershwin-Oper in Arbeit waren. Später behauptete er jedoch, dass es seine Idee gewesen wäre, Porgy and Bess aufzunehmen, nachdem seine damalige Frau Frances darin eine Rolle spielte.
Gil Evans ordnete die Songs der Oper neu an: Seine Version begann mit dem Buzzard Song – im Kontrast zu Gershwins Eröffnungsnummer Lullaby/Summertime; zweiter Song war die Ballade Bess, You Is my Woman Now, womit das Thema einer Love Story vorgegeben wurde. Damit löste sich Evans von der narrativen Struktur der Oper und Gershwins Songabfolge – vielmehr sorgte er für die Verschmelzung verschiedener Melodien, Fragmente und zufälliger Motive Gershwins als sich entwickelnde Motive für seine eigenen Arrangements, so Stephanie Stein Crease. So nahm er nicht den Song I Got Plenty of Nuttin auf, übernahm aber daraus die Bridge als Einleitung für It Ain’t Necessarily So; ein Holzbläser-Motiv aus dem Requiem wurde das grundlegende Motiv für Evans’ Version von Summertime. Er nahm auch eine eigene Kompositionen auf, die Uptempo-Nummer Gone, die später in Orgone umbenannt wurde.

## Das Album

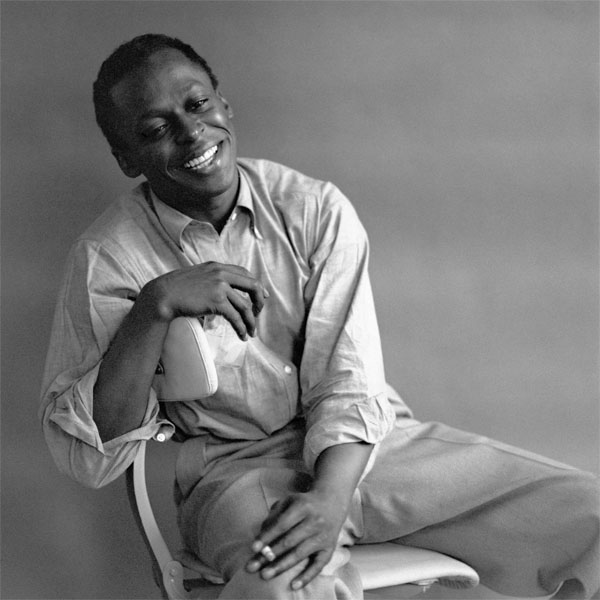
Miles Davis Mitte der 1950er Jahre

Für die Produktion wählte Evans Orchestermusiker wie Danny Bank, Bernie Glow, Ernie Royal, Louis Mucci, Johnny Coles, Frank Rehak und Jimmy Cleveland, die teils schon beim Vorgängeralbum Miles Ahead mitgewirkt hatten. Aus dem regulären Davis-Sextett kamen Cannonball Adderley, Paul Chambers und die beiden Schlagzeuger Jimmy Cobb und Philly Joe Jones hinzu. Alleiniger Solist ist Miles Davis; „hervorragend wie gewohnt und fast in symbiotischer Weise in den Klangkörper der Allstar-Bigband integriert, setzt Miles seine stilistisch durchwachsenen Sologlanzlichter, wobei er in den unteren Registern von Flügelhorn und Trompete eine erstaunliche Reinheit des Klangs in feinsten Nuancierungen hörbar werden lässt“, schrieb sein Biograf Peter Wießmüller. Der Autor weist darauf hin, dass seine Improvisationen in Prayer, It Ain’t Necessarily So, Gone und There Is a Boat eindeutig modale Strukturen aufweisen. Davis erläuterte diesen Umstand selbst:

„Als Gil die Arrangements für I Love Porgy schrieb, hatte er für mich nur eine Tonleiter festgelegt und keine Akkorde; das gibt eine Menge Freiheit und Raum, Dinge zu hören.“

Ungewöhnlich war auch die eingespielte Version von Summertime; „die beiden brachten es fertig, diese oft aufgenommene Melodie neu und frisch erscheinen zu lassen. Mit seiner gedämpften Trompete spielte Miles liebliche Variationen, auf die das Orchester mit subtil wechselnden Klangfarben antwortet.“
Die Aufnahmesessions erwiesen sich „als die schwierigste Herausforderung, der Miles als Musiker bis zu diesem Zeitpunkt gegenübergestanden hatte,“ so Eric Nisenson in seiner Davis-Biografie. Davis sagte später hierzu:

„Ich mußte zuerst wie Bess denken und dann wie Porgy, um das richtige Feeling zu bekommen,“ erzählte Davis. „Bess Is My Woman Now ist das Schwierigste, das ich jemals gespielt habe, weil ich an den Text denken mußte; ich wiederholte den Refrain immer wieder und wieder in meinem Kopf.“

Als ernsthaftestes Problem (neben der damals neuen, holprigen Stereo-Technik) nennt Stephanie Stein Crease den Umstand, dass Davis und Evans keine reguläre neunzehnköpfige Band für ihr Projekt zur Verfügung hatten, so dass sie ihr Material konstant über einen längeren Zeitraum einüben konnten, wie dies Duke Ellington und Charles Mingus in vergleichbaren Produktionen getan hatten. „Gils Musik war erstmals im Studio zu hören und wurde Stück für Stück geprobt, bis ein Take aufgenommen werden konnte. Den Musikern war kaum mehr als eine kurze Gelegenheit zu Proben bewilligt, um Evans’ extrem komplexe Musik einzuüben. Obwohl dessen Musiker die weltbesten Blattspieler waren, sei die Arbeit sehr ernüchternd gewesen, so Joe Bennett.“ Lediglich Miles Davis kannte Evans’ Arrangements von ihren Vorbesprechungen, in denen sie ihre musikalischen Vorstellungen diskutierten.
Das Album beginnt mit einer brodelnden, von den Blechbläsern, Tuba und Waldhorn dominierten Version von The Buzzard Song. In Gone stehen die Davis-Bandmitglieder Chambers und Philly Joe Jones im Vordergrund. Zu Gone, Gone, Gone meinte Gil Evans:

“This is my improvisation of the spiritual. In the middle of it Miles, Paul and Joe improvise on the improvisation.”

Nach Summertime folgt das Klagelied Bess, Oh Where’s My Bess?; beide Songs werden schneller als im Original gespielt. In Prayer (Oh Doctor Jesus) lässt Evans den „healing prayer“ (in Form von Miles Davis) auftreten; das Orchester antwortet mit Amen-Rufen. Hier ist jedoch ein „zynischer Ton“ erkennbar. Mit Fisherman, Strawberry and Devil Crab kombinierte Evans den Gershwin-Song Fishermen mit eigenen Kompositionen.
Nach My Man’s Gone Now und It Ain’t Necessarily So bildet das kurze Here Come De Honey Man die Überleitung zu I Wants to Stay Here (I Loves You, Porgy). Den Ausklang bildet das heitere (Evans setzte hier die Flöte ein) There’s a Boat That’s Leaving Soon for New York.
Die Auswahl der takes, die auf der Originalplatte erschienen, nahm Gil Evans vor; nach Ansicht von Teo Macero blieb ein Teil des besten Materials zunächst unveröffentlicht.

## Rezeption

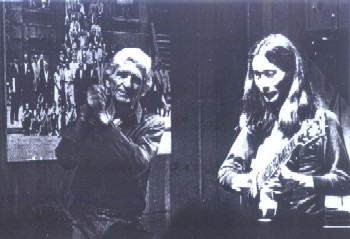
Gil Evans mit Ryō Kawasaki.

Die zweite Produktion, die aus der Zusammenarbeit von Miles Davis und Gil Evans hervorging, fand nach ihrem Erscheinen bei den Musikkritikern der The New York Times und der Los Angeles Times wohlwollende Aufnahme.
Kennedy Brown wies im Jazz Journal in der 1959 erschienenen Besprechung darauf hin, dass: „Gil Evans der Gedanke gekommen war, dass Miles und er selbst nicht nur zu einer Interpretation der Partitur im Sinne des Orchesterjazz beitrugen, sondern dass Gershwin selbst neue Ideen schuf, als er Jazzideen zum Leben erweckte, die in seinen Partituren immer latent waren (und auch zum Ausdruck kamen)“. Gil Evans habe gesagt: „Wir drei haben anscheinend an diesem Album mitgewirkt.“ „Wie auch immer, das Ganze ist bemerkenswert gut gemacht,“ schrieb der Autor. „Ob auf Trompete (meist gedämpft) oder Flügelhorn, Miles spielt einfallsreich mit einem schönen Ton und einer puren, lyrischen Qualität. Das Stimmen der anderen Instrumente (es gibt viele andere talentierte Jazzmusiker im Orchester!) ist in seiner Schönheit atemberaubend.“
Es gebe so viele wundervolle Dinge in diesem Album, so Brown weiter, dass es unmöglich sei, sie alle zu beschreiben. Die erstaunliche Wirkung von Blechbläsern, Tuba und Waldhorn in „The Buzzard Song“… die Verwendung von Flöten bei „That’s a Boat“… Miles’ wundervolle Solo-Arbeit bei „Summertime“… der jazzige Geschmack von „It Ain’t Necessarily So“ und „Gone“, eine Improvisation von Miles, Paul Chambers und Philly Joe Jones über eine Improvisation von Evans über das Spiritual „Gone, Gone, Gone.“
Der Kritiker der Jazz Review, Martin Williams, meinte:

„Gil Evans hat Gershwins Melodien genommen und zu seinen eigenen gemacht. Seine Arrangements verleihen Arien wie My Man’s Gone Now ebenso viel Bedeutung wie sie in der Originalfassung haben. Evans’ Fähigkeit, starke Emotionen auf erstaunlich sensitive Weise zu projizieren, wird auf wunderbare Weise von Miles und seinem großartiges Solospiel ergänzt.“

Bill Kirchner schrieb:

“In this century’s American music, three partnerships have been most influential: Duke Ellington / Billy Strayhorn, Frank Sinatra / Nelson Riddle, and Miles Davis / Gil Evans.”

Als eines der meistverkauften Alben von Miles Davis wurde Porgy and Bess als wegweisendes Werk des orchestralen Jazz betrachtet. Der Davis-Biograf Jack Chambers beschrieb das Album als „a new score, with its own integrity, order and action.“
Ian Carr meinte: „Wenn Miles Ahead das Perfekteste unter den drei orchestralen Alben von Miles Davis ist, dann hat Porgy and Bess mehr Größe und Tiefgründigkeit.“
Robert Gilbert lobte in All About Jazz Porgy and Bess als

“one of many great albums that Miles Davis recorded over his lifetime. It reaches a higher plateau than most, though, in its way that it can reach the listener on both a musical and emotional level. That the album is still able to do this after almost forty-five years is a testament to the rare magic that occurred in a New York studio over four days in the summer of 1958.”

Nach Ansicht des Magazins JazzTimes war Porgy and Bess „möglicherweise das beste Werk aus der Zusammenarbeit von Davis und Evans … Evans wird zu Recht als Meister der modernen Orchestrierung betrachtet und Porgy and Bess zeigt ihn auf seinem Höhepunkt.“ Auch Eric Thacker verglich das Werk mit den beiden anderen großen Suiten, die Evans in Zusammenarbeit mit Miles Davis schuf: Deutlicher als Miles Ahead würden hier die solistischen Qualitäten von Davis gefeiert; im Unterschied zu Sketches of Spain wäre das Album rückhaltlos im Jazz verankert.
Lindsay Planer vergab in seiner Besprechung des Albums im Allmusic die Höchstnote und hob die Leistungen der Bandmitglieder Cannonball Adderley, Paul Chambers und Jimmy Cobb hervor. Obwohl der Fokus auf Davis gerichtet sei, seien die Beiträge des Quartetts in Prayer (Oh Doctor Jesus), I Loves You, Porgy und There’s a Boat That’s Leaving Soon for New York unschätzbar. Hervorhebenswert seien auch die ergreifend lyrischen Passagen von Danny Banks’ Spiel auf der Altflöte in Fishermen, Strawberry and Devil Crab oder das bewegende Bass- und Tuba-Duett im Buzzard Song.
Der Penguin Guide to Jazz verlieh dem Album die Höchstnote,
Richard Cook und Brian Morton hoben den Titel Prayer hervor, „eine erstaunliche Tour de force, harmonisch abgefedert, und mit Miles’ ungewöhnlichsten Solo bis zu diesem Zeitpunkt.“ Auch der Rolling Stone und die Virgin Encyclopedia of Popular Music bewerteten das Album mit der Höchstnote.

## Titelliste
1. The Buzzard Song – 4:07 (4. August 1958)
2. Bess, You Is My Woman Now – 5:10 (29. Juli 1958)
3. Gone (Gil Evans) – 3:37 (22. Juli 1958)
4. Gone, Gone, Gone – 2:03 (22. Juli 1958)
5. Summertime – 3:17 (4. August 1958)
6. Oh Bess, Oh Where’s My Bess? – 4:18 (4. August 1958)
7. Prayer (Oh Doctor Jesus) – 4:39  (4. August 1958)
8. Fisherman, Strawberry and Devil Crab – 4:06 (22. Juli 1958)
9. My Man’s Gone Now – 6:14  (29. Juli 1958)
10. It Ain’t Necessarily So – 4:23  (29. Juli 1958)
11. Here Come De Honey Man –  1:18  (29. Juli 1958)
12. I Wants to Stay Here (I Loves You, Porgy) – 3:39 (18. August 1958)
13. There’s a Boat That’s Leaving Soon for New York – 3:23 (4. August 1958)

### Bonustracks
Die Bonustracks sind auf der 1997 erschienenen Compact Disc enthalten.
1. I Loves You, Porgy (take 1, second version) – 4:14 (18. August 1958)
2. Gone (take 4) (Gil Evans)  – 3:40 (22. Juli 1958)

Alle Kompositionen stammen, sofern nicht anderes angegeben, von George Gershwin.